# Marie Louville
Marie Louville (...) è una giornalista francese, specializzata nel Tibet, che diresse molti film-documentario su di esso.

## Biografia
Nel 1987 il Dalai Lama non aveva ancora ricevuto il premio nobel per la pace, quindi il Tibet non era molto conosciuto.
In questo periodo diresse un reportage a proposito della situazione del Tibet, che fu mandato in onda durante le news del canale Antenne 2,  incidendo sull'opinione dei francesi nei riguardi del Tibet.
Nel 1997, due anni dopo la scomparsa di Gendhun Choekyi Nyima, riconosciuto dal Dalai Lama come undicesimo Panchen Lama, diresse un film-documentario sulle preoccupazioni riguardo alla scomparsa di questo bambino di 6 anni, del quale non si avevano notizie. Nell'autunno del 1998 fece un altro viaggio in Tibet e fotografò i dipinti in segreto. Nel 1999, per festeggiare il decimo anniversario del nobel per la pace dato al quattordicesimo Dalai Lama, diresse un documentario che era la rievocazione di The Escape of the Dalai Lama; questo film-documentario spiega come il Dalai Lama sia sopravvissuto insieme alle persone del suo tempo che sopravvissero come lui.

## Opere
- Marie Louville, Tibet, chemins de liberté - Paths of freedom, PIPPA éditions, giugno 2008. ISBN 2916506144.